# Ana Ávalos
Ana Ávalos (Santiago de Chile, 7 de diciembre de 1940) es una escultora chilena residenciada en Venezuela para el año 1958 y es viuda del fallecido político y periodista José Vicente Rangel. Sus estudios en cerámica iniciaron en el Taller Libre de Arte y en la Escuela Cristóbal Rojas junto a Eduardo Dorta. Su dedicación al trabajo en cerámica en sus inicios derivó en la escultura.

## Obra
Su primera exposición fue realizada en la Sala Ocre en el año 1979, donde exhibió a su público veinte "cerámicas-esculturas" hechas en aluminio con base en «referencias antropomorfas [...] con una cadencia llameante del art déco [integrada] a la superficie limpia y espejeante del metal».
Cuatro años después expuso junto a Ángel Lobo Martínez pequeñas figuras eróticas y expresionistas hechas en bronce. Para el año siguiente, en 1984, llevó a cabo una exposición en Brasil compuesta por 19 piezas de bronce con alusión a la pareja, el amor y la mujer. En 1985 exhibe obras en tamaño real, cuyo tema central era la maternidad, en el consulado de Venezuela en Nueva York, Estados Unidos.

### Centro de Arte Últimas Noticias
Desde el año 2014, Ana Ávalos dirige junto a Daniel González y Humberto Acevedo el Centro de Arte Últimas Noticias, ubicado en La Urbina, donde se realizan muestras de pinturas, fotografías y esculturas.

### Obras más importantes
Ana Ávalos cuenta con varias obras expuestas en Caracas, entre ellas: Amistad ubicada en la Estación La Hoyada del metro de Caracas (1985), La mujer del Calvario ubicada en El Calvario de la ciudad capital (1986), La familia ubicada en el Parque Vargas de Caracas (1987), y el Monumento a Salvador Allende ubicado en la Universidad Central de Venezuela (1993).

## Exposiciones
- Cerámicas. Galería Gamma en Caracas, Venezuela. 1966
- Cerámicas. Galería Track en Caracas, Venezuela. 1970
- Esculturas. Sala Ocre en Caracas, Venezuela. 1979
- Río Palace Gallery en Río de Janeiro, Brasil. 1984
- Bronze Sculpture. Consulado de Venezuela en Nueva York, Estados Unidos. 1985

## Premios
- 1965: Primer premio de Artes Aplicadas. Casa de la Cultura, Maracay.
- 1967: Primer premio de Artes Aplicadas. XXV Salón Arturo Michelena.
- 2000: Mención honorífica. Latin American Art Museum, Coral Gables, Florida, Estados Unidos.